# Джеймс Клерк Максвелл
Дже́ймс Клерк Ма́ксвелл (англ. James Clerk Maxwell, 13 червня 1831, Единбург, Шотландія — 5 листопада 1879, Кембридж, Англія) — шотландський вчений, який створив теорію електромагнітного поля і на підставі її зробив висновок, що змінні електричне і магнітне поля тісно пов'язані одне з одним, утворюючи єдине електромагнітне поле, яке поширюється у вигляді електромагнітних хвиль зі швидкістю світла. Ґрунтуючись на зв'язку електричних, магнітних та світлових явищ, Максвелл розробив теорію світла і тим об'єднав в одне ціле раніше розрізнені галузі електрики, магнетизму і оптики.
Крім цього, Максвеллу належать великі відкриття і в інших галузях фізики, зокрема молекулярної кінетичної теорії газів.

## Походження і ранні роки
Джеймс Клерк Максвелл належав до старовинного шотландського роду Клерків з Пенік'юїка. Його батько, Джон Клерк Максвелл, був власником фамільного маєтку Міддлбі в Південній Шотландії (друге прізвище Максвелл відображає саме цей факт). Він закінчив Единбурзький університет і був членом адвокатської колегії, але не плекав любові до юриспруденції, захоплюючись у вільний час наукою і технікою (він навіть опублікував кілька статей прикладного характеру) і регулярно відвідуючи як глядач засідання Единбурзького королівського товариства. У 1826 році він одружився з Френсіс Кей (Frances Cay), донькою судді Адміралтейського суду, яка через п'ять років народила сина.
Незабаром після народження сина сім'я переїхала з Единбурга в свій покинутий маєток Міддлбі, де був побудований новий будинок, що отримав назву Ґленлер («барліг у вузькій лощині»). Тут Джеймс Клерк Максвелл провів свої дитячі роки, затьмарені ранньою смертю матері від раку. Життя на природі зробило його витривалим і цікавим. З раннього дитинства він виявляв інтерес до навколишнього світу, був оточений різними «науковими іграшками» (наприклад, «магічним диском» — попередником кінематографа, моделлю небесної сфери, дзигою-«дияволом» та ін), багато почерпнув зі спілкування зі своїм батьком, захоплювався поезією і зробив перші власні поетичні досліди. Лише в десятирічному віці у нього з'явився спеціально найнятий домашній учитель, проте таке навчання виявилося неефективним, і в листопаді 1841 року Максвелл переїхав до своєї тітки Ізабелли, сестри батька, в Единбург. Тут він вступив в нову школу — так звану Единбургську Академію, що робила наголос на класичну освіту — вивчення латини, грецької і англійської мов, римської літератури і Святого Письма.

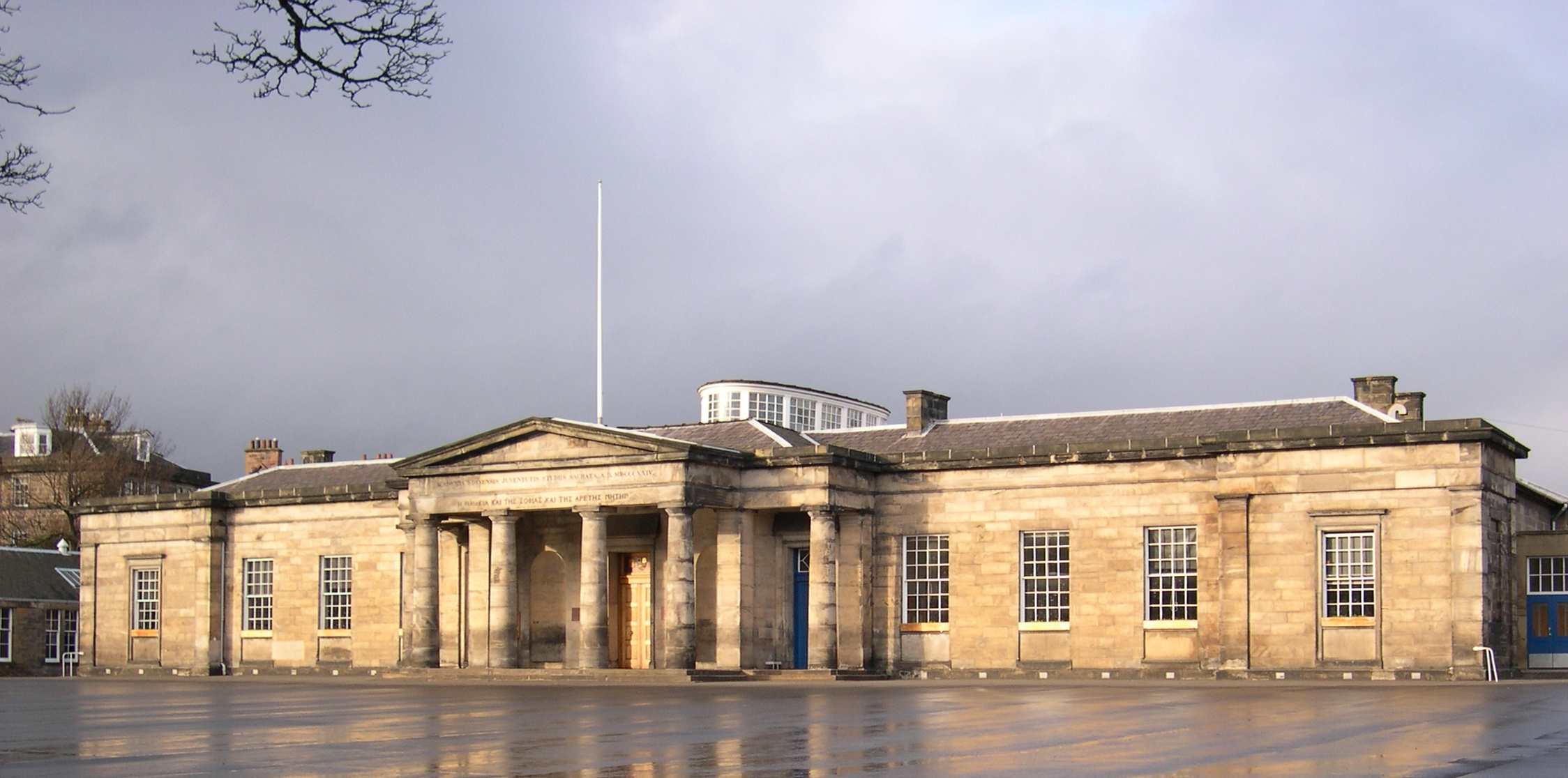
Единбурзька академія (сучасний вигляд)

Спочатку навчання не приваблювало Максвелла, проте поступово він відчув до нього смак і став найкращим учнем класу. У цей час він захопився геометрією, робив з картону багатогранники. Його розуміння краси геометричних образів зросло після лекції художника Девіда Рамзая Хея про мистецтво етрусків. Роздуми над цією темою привели Максвелла до винаходу способу малювання овалів. Цей метод, висхідний до робіт Рене Декарта, полягав у використанні шпильок-фокусів, ниток і олівця, що дозволяло будувати кола (один фокус), еліпси (два фокуси) і більш складні овальні фігури (більшу кількість фокусів). Ці результати були повідомлені професором Джеймсом Форбсом на засіданні Единбурзького королівського товариства і потім опубліковані в його «Працях». За час навчання в академії Максвелл близько зійшовся з однокласником Льюїсом Кемпбеллом, згодом відомим філологом-класицистом і біографом Максвелла, і майбутнім відомим математиком Пітером Ґатрі Тейтом, що навчалися класом нижче.

## Единбурзький університет. Фотопружність (1847—1850)

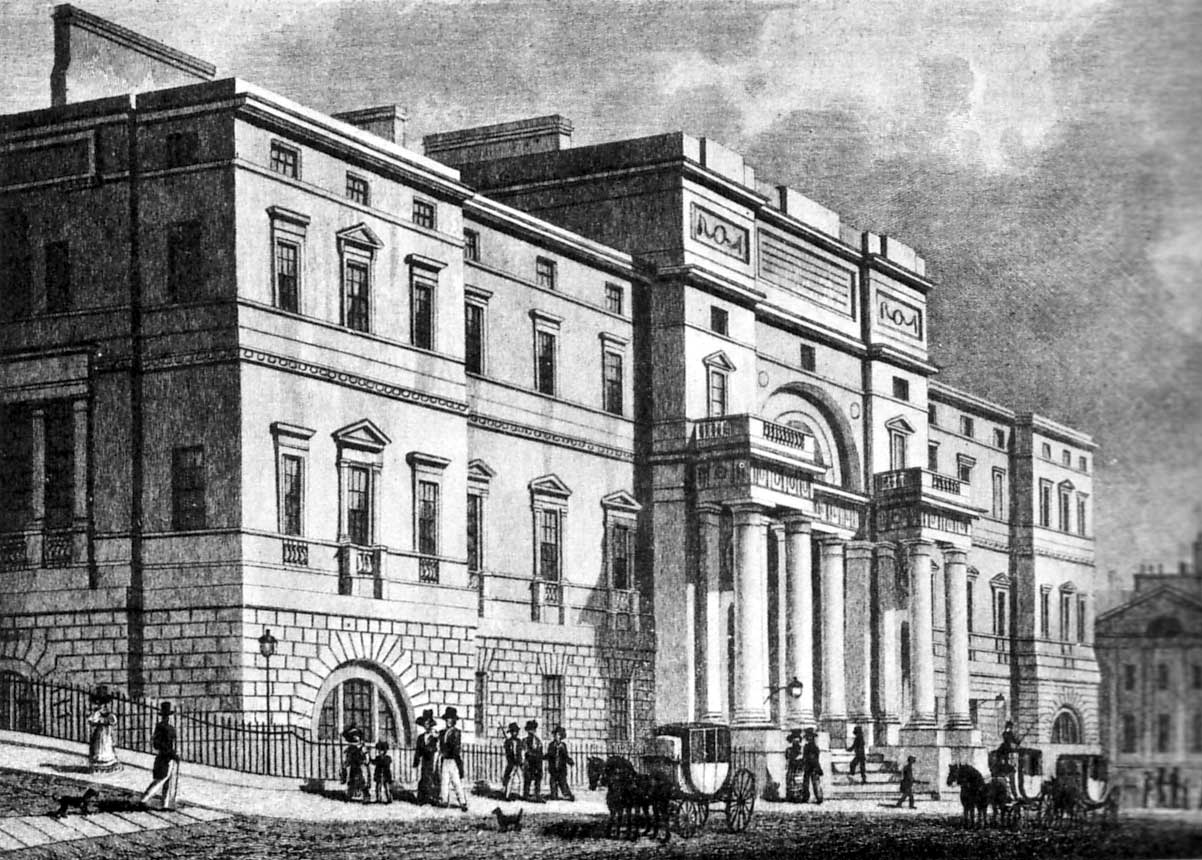
Единбурзький університет на початку XIX століття

У 1847 термін навчання в академії закінчився, і в листопаді Максвелл вступив до Единбурзького університету, де слухав лекції фізика Форбса, математика Філіпа Келланда (англ. Philip Kelland), філософа Вільяма Гамільтона (англ. Sir William Hamilton); вивчав численні праці з математики, фізики, філософії, ставив досліди з оптики, хімії, магнетизму. За час навчання Максвелл підготував статтю про кривих кочення, однак основну увагу він приділяв вивченню механічних властивостей матеріалів за допомогою поляризованого світла. Ідея цього дослідження перегукується з його знайомством навесні 1847 року з відомим шотландським фізиком Вільямом Ніколем, який подарував йому два поляризаційних прилади своєї конструкції (призми Ніколя). Максвелл зрозумів, що поляризоване випромінювання можна використовувати для визначення внутрішніх напруг навантажених твердих тіл.
Він виготовляв моделі тіл різних форм з желатину і, піддаючи їх деформації, спостерігав у поляризованому світлі кольорові картини, що відповідали кривим напрямків стиснення і розтягування. Порівнюючи результати своїх дослідів з теоретичними розрахунками, Максвелл перевірив багато старих і вивів нові закономірності теорії пружності, в тому числі в тих випадках, які були занадто складні для розрахунку. Всього він вирішив 14 завдань про напруження всередині порожнистих циліндрів, стрижнів, круглих дисків, порожніх сфер, плоских трикутників, зробивши, таким чином, істотний внесок у розвиток методу фотопружності. Ці результати також представляли значний інтерес для будівельної механіки. Максвелл доповів їх у 1850 році на одному із засідань Единбурзького королівського товариства, що стало свідченням першого серйозного визнання його праць.
Максвелл закінчив Академію в одному з перших випусків. На прощання він склав гімн Единбурзької академії. І тепер перед ним постало питання про перспективу його подальшого навчання в Кембриджі. Найстарший коледж Кембриджу був заснований у 1284 році — коледж св. Петра (Пітерхауз), а найзнаменитіший — коледж св. Трійці (Триніті-коледж), заснований в 1546 році. Славу цього коледжу створив його знаменитий вихованець Ісаак Ньютон. Пітерхауз і Триніті-коледж і були послідовно місцем перебування молодого Максвелла в Кембриджі.

## Кембридж (1850—1856)

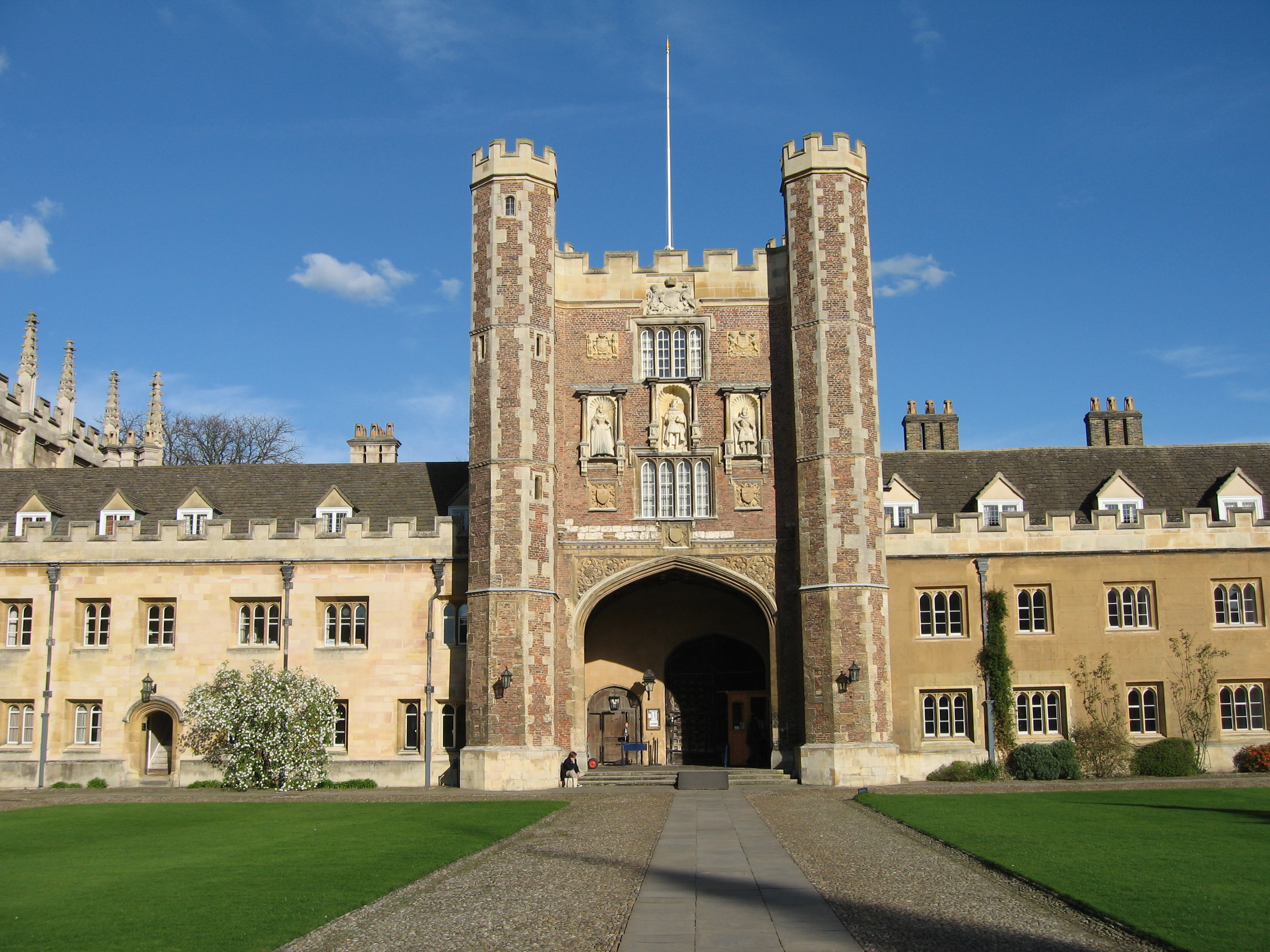
Триніті-коледж

У 1850 році, незважаючи на бажання батька залишити сина ближче до себе, було вирішено, що Максвелл вирушить до Кембридзького університету (усі його друзі вже покинули Шотландію, щоб здобути престижнішу освіту). Восени він прибув до Кембриджа, де вступив у найдешевший коледж Пітерхауз, отримавши кімнату в будівлі самого коледжу. Однак він не був задоволений навчальною програмою Пітерхауса, до того ж не було практично ніяких шансів залишитися в коледжі після закінчення навчання. Багато його родичів і знайомих, у тому числі професори Джеймс Форбс і Вільям Томсон (майбутній лорд Кельвін), радили йому перейти в Триніті-коледж; тут же вчилися деякі його шотландські друзі. У результаті після першого семестру в Пітерхаусі Джеймс переконав батька в необхідності переведення в Триніті.
Обсяг знань Максвелла, міць його інтелекту і самостійність мислення дозволили йому досягти високого місця у своєму випуску. Він посів друге місце. Молодий бакалавр був залишений в Триніті-коледжі як викладач. Але його хвилювали наукові проблеми. Під час перебування членом ради Триніті-коледжу з 1852 року Максвелл займався експериментами з теорії кольорів, виступаючи як продовжувач теорії Юнга і теорії трьох основних кольорів Гельмгольца. У експериментах зі змішування кольорів Максвел застосував особливу дзиґу, диск якої був розділений на сектори, забарвлені в різні кольори (диск Максвелла). При швидкому обертанні дзиги кольори зливалися: якщо диск був зафарбований так, як розташовані кольори спектру, він здавався білим; якщо одну його половину зафарбовували червоним, а іншу — жовтим, він здавався помаранчевим; змішування синього і жовтого створювало враження зеленого.
У 1852 році Максвелл став стипендіатом коледжу і одержав кімнату безпосередньо в його будинку. У цей час він мало займався науковою діяльністю, проте багато читав, відвідував лекції Джорджа Стокса та семінари Вільяма Гопкінса, який готував його до складання іспитів, обзаводився новими друзями, писав заради забави вірші (багато з них були згодом опубліковані Льюїсом Кемпбеллом). Максвелл брав активну участь в інтелектуальному житті університету. Він був обраний до «клубу апостолів», що об'єднував дванадцять чоловік з найоригінальнішими і глибокими ідеями. Там він виступав з доповідями на різноманітні теми. Спілкування з новими людьми дозволило йому компенсувати сором'язливість і стриманість, які виробилися в нього за роки спокійного життя на батьківщині. Розпорядок дня Джеймса також представлявся багатьом незвичайним: з сьомої ранку до п'ятої вечора він працював, потім лягав спати, вставав о пів на десяту і брався за читання, з другої до пів на третю ночі, в якості зайнять фізичною культурою, бігав коридорами гуртожитку, після чого знову спав, вже до самого ранку.
До того часу остаточно сформувалися його філософські та релігійні погляди. Останні характеризувалися значною еклектичністю, що мало коріння з дитячих років, коли він відвідував як пресвітеріанську церкву батька, так і єпископальну церкву тітки Ізабелли. У Кембриджі Максвелл став прихильником теорії християнського соціалізму, що розвивається теологом Фредеріком Денісон Морісом (англ. Frederick Denison Maurice), ідеологом «широкої церкви» (broad church) і одним із засновників Робочого коледжу (Working Men's College). Вважаючи головним способом удосконалення суспільства освіту й розвиток культури, Джеймс брав участь в роботі цієї установи, читав там вечорами популярні лекції. Разом з тим, незважаючи на безумовну віру в Бога, він не був занадто релігійний, неодноразово отримуючи попередження за пропуски церковних служб.
У 1860 році за роботи зі сприйняття кольору й оптики Максвелл був нагороджений медаллю Румфорда. Крім його старого захоплення геометрією і проблемою кольорів, Максвелл зацікавився електрикою.

## Теорія кольорів

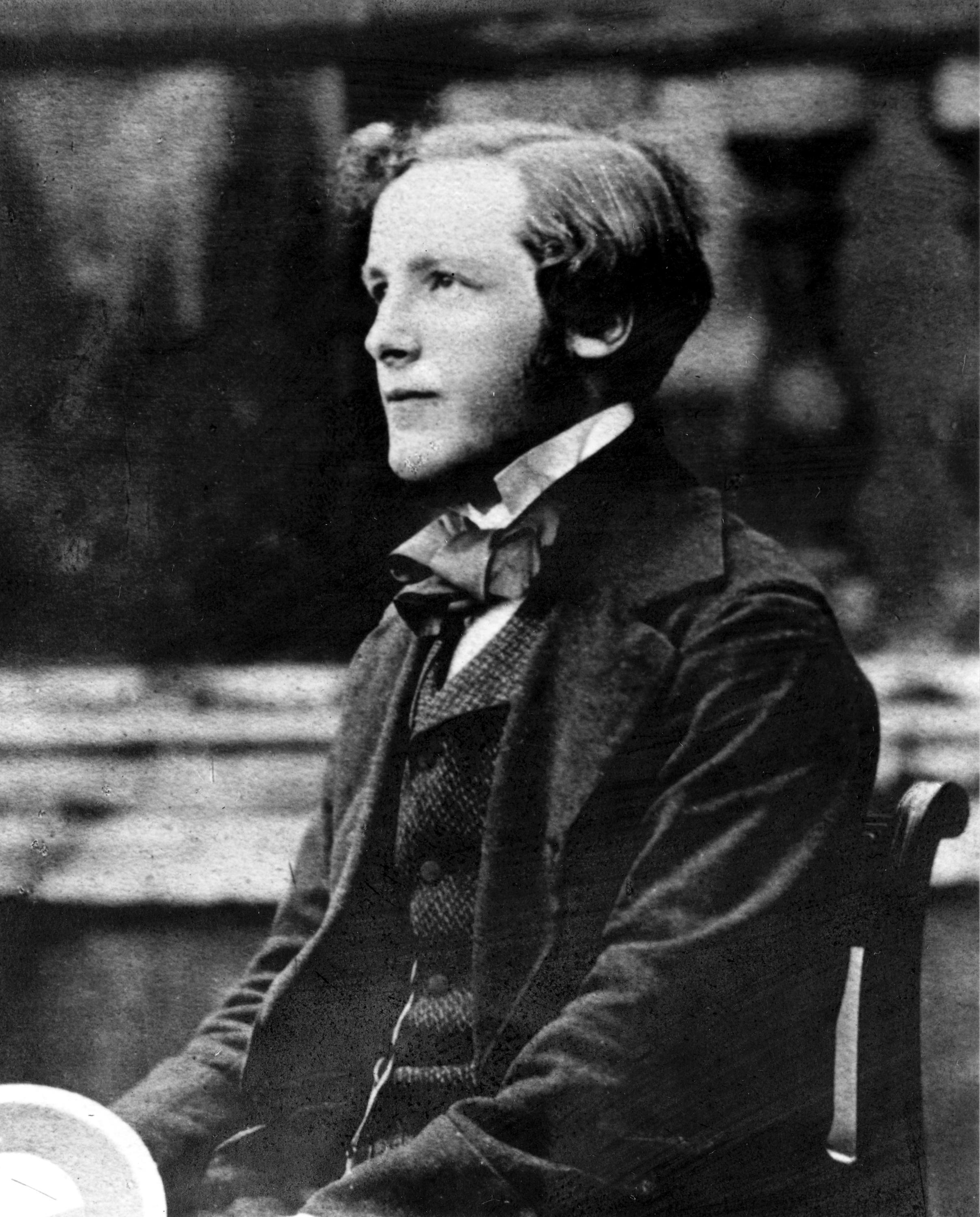
Молодий Максвелл з «диском Максвелла»

Після здачі іспиту Максвелл вирішив залишитися в Кембриджі для підготовки до професорського звання. Він займався з учнями, приймав іспити в Челтенхем-коледжі, заводив нових друзів, продовжував співпрацювати з Робочим коледжем, за пропозицією редактора Макміллана почав писати книгу з оптики (вона так і не була закінчена), а у вільний час відвідував в Гленлер батька, здоров'я якого різко погіршилося. До цього ж часу відноситься жартівливе експериментальне дослідження з «котовертіння», яке увійшло в кембриджський фольклор: його метою було визначення мінімальної висоти, падаючи з якого, кішка стає на чотири лапи.
Проте головним науковим інтересом Максвелла в цей час була робота з теорії кольорів. Вона бере початок у творчості Ісаака Ньютона, який дотримувався ідеї про сім основних кольорів. Максвелл виступив як продовжувач теорії Томаса Юнга, який висунув ідею трьох основних кольорів і зв'язав їх з фізіологічними процесами в організмі людини. Важливу інформацію містили свідоцтва хворих колірною сліпотою, або на дальтонізм. У експериментах зі змішування кольорів, багато в чому незалежно повторювали досліди Германа Гельмгольца, Максвелл застосував «кольорову дзигу», диск якої був розділений на пофарбовані в різні кольори сектори, а також «кольорову скриньку», розроблену ним самим оптичну систему, яка дозволяла змішувати еталонні кольори. Подібні пристрої використовувалися і раніше, проте лише Максвелл почав отримувати з їхньою допомогою кількісні результати і досить точно передбачати кольори, що виникають у результаті змішування. Так, він продемонстрував, що змішування синього і жовтого кольорів дає не зелений, як часто вважали, а рожевий відтінок. Досліди Максвелла показали, що білий колір не може бути отриманий шляхом змішування синього, червоного та жовтого, як вважали Девід Брюстер і деякі інші вчені, а основними кольорами є червоний, зелений і синій. Для графічного представлення кольорів Максвелл, слідуючи за Юнгом, використовував трикутник, точки всередині якого означають результат змішання основних кольорів, розміщених у вершинах фігури.

## Початок наукової діяльності
1. 20 лютого 1854 році Максвелл повідомляє Томсону про свій намір «атакувати електрику». Результатом «атаки» був твір «Про фарадеєві силові лінії» — перша з трьох основних праць Максвелла, присвячених вивченню електромагнітного поля. Слово «поле» вперше з'явилося в тому ж листі Томсону, але ні в цьому, ні в наступному творі, присвяченому силовим лініям, Максвелл його не вживає. Це поняття знову з'явиться тільки в 1864 році в роботі «Динамічна теорія електромагнітного поля».
2. Восени 1856 року Максвелл вступив на посаду професора натуральної філософії Марішаль-коледжу в Абердині. Кафедра натуральної філософії, тобто кафедра фізики в Абердині, до Максвелла, по суті справи, не існувала, і молодому професору довелося організовувати навчальну і наукову роботу з фізики. Перебування в Абердині ознаменувалось важливою подією і в особистому житті Максвелла: він одружився з дочкою глави Марішаль-коледжу Даніеля Дьюара Кетрін Мері Дьюар. Відбулася ця подія у 1858 році. З цього часу і до кінця життя подружжя Максвеллів проходило свій життєвий шлях рука об руку.
3. У 1857–1859 роках учений провів свої розрахунки руху кілець Сатурна. Він показав, що рідке кільце при обертанні зруйнується хвилями, що виникають у ньому і розіб'ється на окремі супутники. Максвелл розглядав рух скінченного ряду таких супутників. Надзвичайне математичне дослідження принесло йому премію Адамса[en] і славу першокласного математика. Премійований твір було видано в 1859 році Кембриджським університетом.

## Динамічна теорія газів
Від вивчення кілець Сатурна цілком природним був перехід до розгляду руху молекул газу. Абердинський період життя Максвелла закінчився виступом його на зборах Британської Асоціації 1859 з доповіддю «Про динамічну теорію газів», в якій навів розподіл молекул за швидкостями (максвеллівський розподіл). Цей документ поклав початок багаторічним та плідним дослідженням Максвелла в області кінетичної теорії газів і статистичної фізики. Максвелл розвинув представлення свого попередника в розробці кінетичної теорії газів Рудольфа Клаузіуса, який ввів поняття «Середньої довжини вільного пробігу». Максвелл виходив з уявлення про газ як про ансамбль безлічі ідеально пружних кульок, хаотично рухомих у замкнутому просторі. Кульки (молекули) можна розділити на групи за швидкостями, при цьому в стаціонарному стані число молекул у кожній групі залишається постійним, хоча вони можуть виходити з груп і входити до них. З такого розгляду випливало, що «частки розподіляються за швидкостями за таким же законом, за яким розподіляються помилки спостережень у теорії методу найменших квадратів», тобто відповідно до статистики Гауса. У рамках своєї теорії Максвелл пояснив закон Авогадро, дифузію, теплопровідність, внутрішнє тертя (теорія перенесення). У 1867 році показав статистичну природу другого закону термодинаміки («демон Максвелла»).
Оскільки кафедру, де працював Максвелл, закрили, вченому довелося підшукувати нову роботу. У 1860 році Максвелла обирають професором кафедри натуральної філософії Кінгс-коледжу в Лондоні.
Лондонський період ознаменувався публікацією великої статті «Пояснення до динамічної теорії газів», яка була опублікована в провідному англійською фізичному журналі «Філософський журнал» у 1860 році. Цією статтею Максвелл вніс величезний внесок у нову галузь теоретичної фізики — статистичну фізику. Засновниками статистичної фізики в її класичній формі вважаються Максвелл, Больцман і Ґіббз.
Літо 1860 перед початком осіннього семестру в Лондоні подружжя Максвелл провели в родовому маєтку Гленлер. Проте відпочити і набратися сил Максвеллу не вдалося. Він захворів віспою у важкій формі. Лікарі побоювалися за його життя. Але надзвичайна мужність і терпіння відданої йому Кетрін, яка робила все, щоб виходити хворого чоловіка, допомогли їм здобути перемогу над страшною хворобою. Таким важким випробуванням почалося його лондонське життя. У цей період свого життя Максвелл опублікував велику статтю про кольори, а також роботу «Пояснення до динамічної теорії газів». Але головна праця його життя була присвячена теорії електрики.

## Теорія електромагнітного поля
Він публікує дві основні роботи зі створеної ним теорії електромагнітного поля «Про фізичні силові лінії» (1861–1862) і «Динамічна теорія електромагнітного поля» (1864–1865). За десять років Максвелл виріс у великого вченого, творця фундаментальної теорії електромагнітних явищ, що стала поряд з механікою, термодинамікою і статистичною фізикою однією з підвалин класичної теоретичної фізики. У цей же період життя Максвелл розпочав роботи з електричних вимірювань. Він був особливо зацікавлений в раціональній системі електричних одиниць, оскільки створена ним електромагнітна теорія світла ґрунтувалася тільки на збігу відносини електростатичних і електромагнітних одиниць електрики зі швидкістю світла. Цілком природно, що він став одним з активних членів «Комісії одиниць» Британської Асоціації. Крім того, Максвелл глибоко розумів тісний зв'язок науки і техніки, важливість цього союзу як для прогресу науки, так і для технічного прогресу. Тому з шістдесятих років і до кінця життя він невпинно працював в області електричних вимірювань.
Напружене лондонське життя погано відбилося на здоров'ї Максвелла і його дружини, і вони вирішили пожити у своєму родовому маєтку Гленлер. Це рішення стало неминучим після важкого захворювання Максвелла в кінці літнього відпочинку 1865 року, який він, як звичайно, проводив у своєму маєтку. Максвелл залишив службу в Лондоні і п'ять років (з 1866 по 1871 рік) прожив у Гленлері, виїжджаючи зрідка в Кембридж на іспити, і лише в 1867 році за порадою лікарів здійснив подорож до Італії. Займаючись у Гленлері господарськими справами, Максвелл не залишав наукових занять. Він напружено працював над головною працею свого життя «Трактатом з електрики і магнетизму», написав книгу «Теорія тепла», важливу роботу про регулятори, ряд статей з кінетичної теорії газів, брав участь у зборах Британської Асоціації. Творче життя Максвелла в селі тривало так само інтенсивно, як і в університетському місті.
У 1871 році Максвелл видав у Лондоні книгу «Теорія тепла». Цей підручник користувався великою популярністю. Учений писав, що метою його книги «Теорія тепла» був виклад учення про теплоту «у тій послідовності, в якій воно розвивалося». Незабаром після виходу «Теорії тепла» Максвелл отримав пропозицію зайняти знову організовану кафедру експериментальної фізики в Кембриджі. Він погодився, і 8 березня 1871 року був призначений Кавендішським професором Кембриджського університету. У 1873 році виходять «Трактат з електрики і магнетизму» (у двох томах) та книга «Матерія і рух». «Матерія і рух» — це невелика книжка, присвячена викладу основ механіки. «Трактат з електрики і магнетизму» — головна праця Максвелла і вершина його наукової творчості. У ньому він підвів підсумки багаторічної роботи з електромагнетизму, що почалася ще на початку 1854 року. Передмова до «Трактату» датована 1 лютого 1873 року. Таким чином, Максвелл працював над своєю основною працею дев'ятнадцять років.

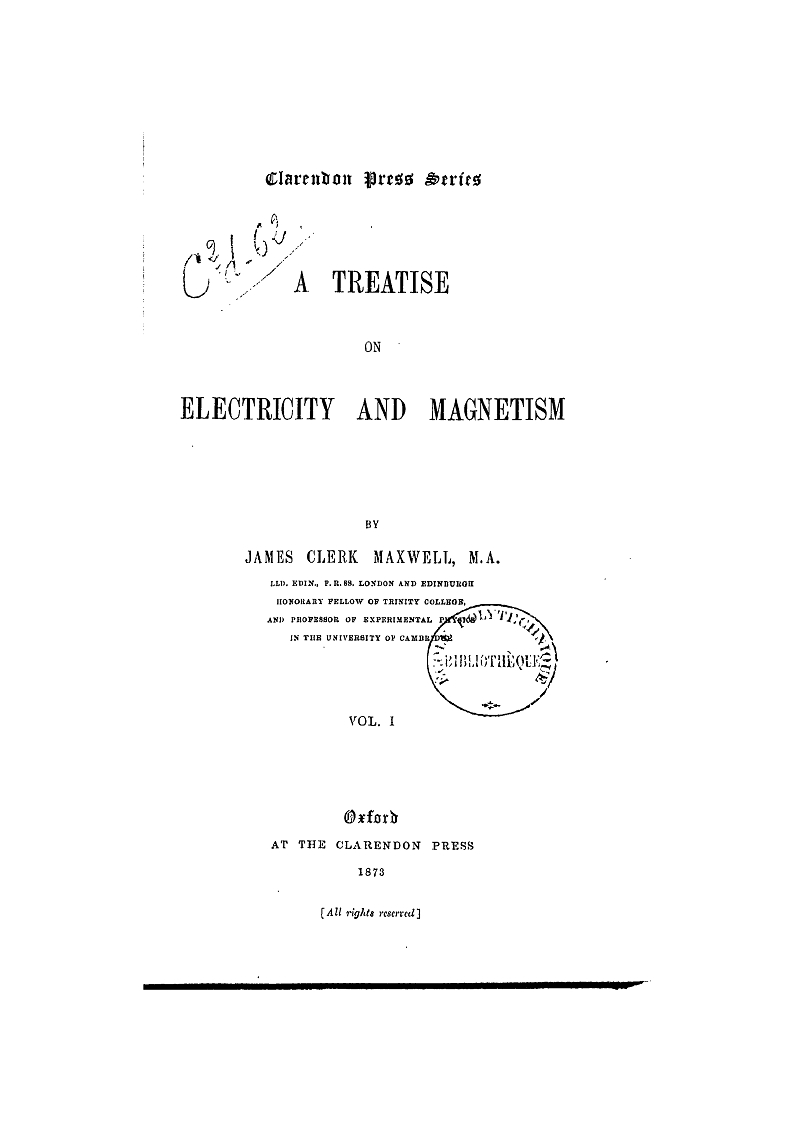
Титульний лист «Трактату»

Максвелл розглянув всю суму знань з електрики і магнетизму свого часу, починаючи з основних фактів електростатики і закінчуючи створеною ним електромагнітною теорією світла. Він підвів підсумки боротьби теорій дальнодії та близькодії, що почалася ще за життя Ньютона, присвятивши останній розділ своєї книги розгляду теорій дії на відстані. Максвелл не висловився відкрито проти існуючих до нього теорій електрики; він виклав фарадеєвську концепцію як рівноправну з пануючими теоріями, але весь дух його книги, його підхід до аналізу електромагнітних явищ були настільки нові і незвичайні, що сучасники відмовлялися зрозуміти книгу.
У знаменитій передмові до «Трактату» Максвелл так характеризує мету своєї праці: описати найважливіші з електромагнітних явищ, показати, як їх можна виміряти і «простежити математичні співвідношення між вимірюваними величинами». Він вказує, що постарається «за можливості висвітлити зв'язок математичної форми цієї теорії і загальної динаміки, з тим щоб до певної міри підготуватися до визначення тих динамічних законів, серед яких нам слід було б шукати ілюстрації або пояснення електромагнітних явищ».
Закони механіки Максвелл вважає основними законами природи. Не випадково тому як фундаментальну передумову до основних своїх рівнянь електромагнітної теорії він викладає основні положення динаміки. Але разом з тим Максвелл розуміє, що теорія електромагнітних явищ — це якісно нова теорія, що не зводиться до механіки, хоча механіка і полегшує проникнення в цю нову галузь явищ природи.
Головні висновки Максвелла зводяться до наступного: змінне магнітне поле, що збуджується змінюваним струмом, створює в навколишньому просторі електричне поле, яке в свою чергу збуджує магнітне поле, і т. д. Змінювані електричні і магнітні поля, взаємно породжуючи одне одного, утворюють єдине змінне електромагнітне поле — електромагнітну хвилю. Він вивів рівняння, що показують, що магнітне поле, створюване джерелом струму, поширюється від нього з постійною швидкістю. Перше рівняння виражало електромагнітну індукцію Фарадея; друге — магнітоелектричну індукцію, відкриту Максвеллом і засновану на уявленнях про струм зміщення; третє — закон збереження кількості електрики, четверте — вихровий характер магнітного поля. Виникнувши, електромагнітне поле поширюється в просторі зі швидкістю світла 300 000 км/с, займаючи все більший і більший обсяг. Максвелл стверджував, що хвилі світла мають ту ж природу, що і хвилі, що виникають навколо проводу, у якому є змінний електричний струм. Вони відрізняються один від одного тільки довжиною. Дуже короткі хвилі і є видиме світло.

## Останні роки

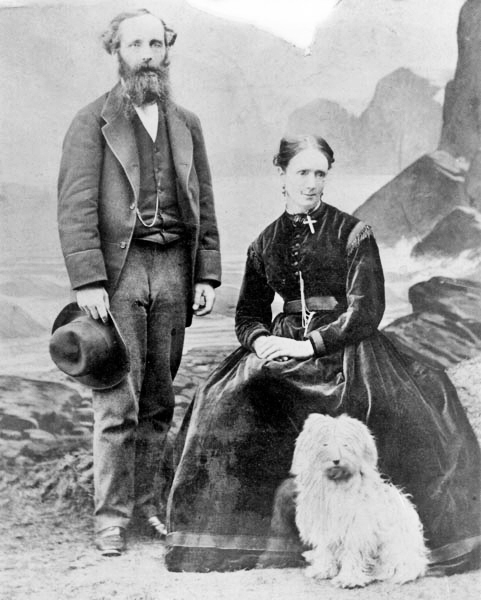
Джеймс Максвелл з дружиною

У середині сімдесятих років була опублікована робота Максвела «Про динамічний доказ молекулярної будови тіл», яка представляє важливе доповнення до його «Теорії тепла» і його робіт з кінетичної теорії газів. У 1874 році він починає велику історичну роботу: вивчення наукової спадщини вченого XVIII століття Генрі Кавендіша і готує її до друку. Після досліджень Максвелла стало ясно, що Кавендіш задовго до Фарадея відкрив вплив діелектрика на величину електроємності і за 15 років до Кулона відкрив закон електричних взаємодій.
Роботи Кавендіша з електрики з описом експериментів зайняли великий том, що вийшов в 1879 році під назвою «Статті з електрики високоповажного Генрі Кавендіша». Це була остання книга Максвелла, випущена за його життя. 5 листопада 1879 в Кембриджі він помер.